# Théorème de Soddy
 (février 2021).
Si vous disposez d'ouvrages ou d'articles de référence ou si vous connaissez des sites web de qualité traitant du thème abordé ici, merci de compléter l'article en donnant les références utiles à sa vérifiabilité et en les liant à la section « Notes et références ».

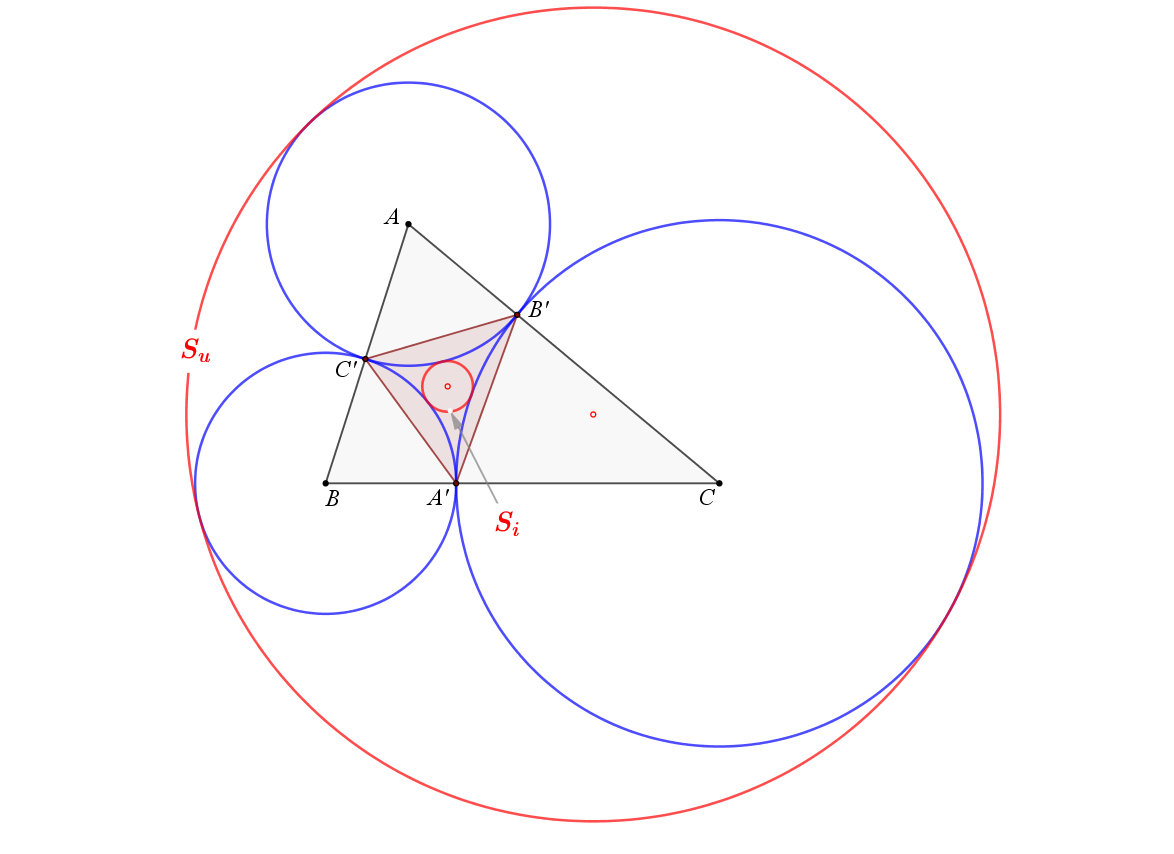
Cercles de Soddy à trois cercles tangents deux à deux.

En mathématiques, le théorème de Soddy est un résultat de géométrie euclidienne démontré par le chimiste Frederick Soddy en 1936. C'est un cas particulier du théorème de Descartes.

## Théorème de Soddy
Soient trois cercles tangents extérieurement deux à deux. Il existe alors au moins un autre cercle tangent aux trois premiers.
Il peut y avoir un cercle tangent extérieur ou (non exclusif) un cercle tangent intérieur.
Soddy a établi la relation entre les rayons des cercles : si {\displaystyle R_{1},R_{2},R_{3},R_{4}\,} sont les rayons des trois premiers cercles et de l'un des quatrièmes cercles possibles, on a :
{\displaystyle {\frac {1}{R_{1}^{2}}}+{\frac {1}{R_{2}^{2}}}+{\frac {1}{R_{3}^{2}}}+{\frac {1}{R_{4}^{2}}}={\frac {1}{2}}\left({\frac {1}{R_{1}}}+{\frac {1}{R_{2}}}+{\frac {1}{R_{3}}}+{\frac {1}{R_{4}}}\right)^{2}}
Les rayons des cercles intérieur Ri et extérieur Ro s'écrivent alors :
{\displaystyle R_{i}={\frac {\Delta }{4R+r+2s}},\ R_{o}={\frac {\Delta }{4R+r-2s}}}
avec R le rayon du cercle circonscrit, r le rayon du cercle inscrit, s le semi-périmètre du triangle formé par les centres des trois premiers cercles, et Δ, son aire.

## Triangles de Soddy
Les triangles de Soddy sont les triangles pour lesquels le cercle de Soddy extérieur est dégénéré en une droite. On peut démontrer que tous les triangles de Soddy sont des triangles de Héron.